# Eugen Madeux
Eugen Madeux (* 26. Juli 1810 in Arlesheim; † 13. Februar 1886 ebenda) war ein Politiker des Schweizer Kantons Basel-Landschaft.
Er war ein Mitglied der sogenannten Ordnungspartei im neugegründeten Kanton Basel-Landschaft. 1837–1838 und 1878–1886 war er im Landrat und 1838–1853 im Regierungsrat. Dort war er für den Bereich Erziehung und Kirchen zuständig. 1851–1854 gehörte er der Fraktion der Linken im Ständerat an. Nach seinem Rücktritt aus dem eidgenössischen Parlament übte er wieder vermehrt seinen angestammten Beruf aus – er war Landwirt. 1871–1877 war er der Gemeindepräsident von Arlesheim. Als solcher war er 1854 ein Befürworter der Gründung der Basellandschaftlichen Zeitung. Sein letztes Mandat war ein Sitz im Bankrat der Basellandschaftlichen Kantonalbank ab 1884.